# 超臨界水

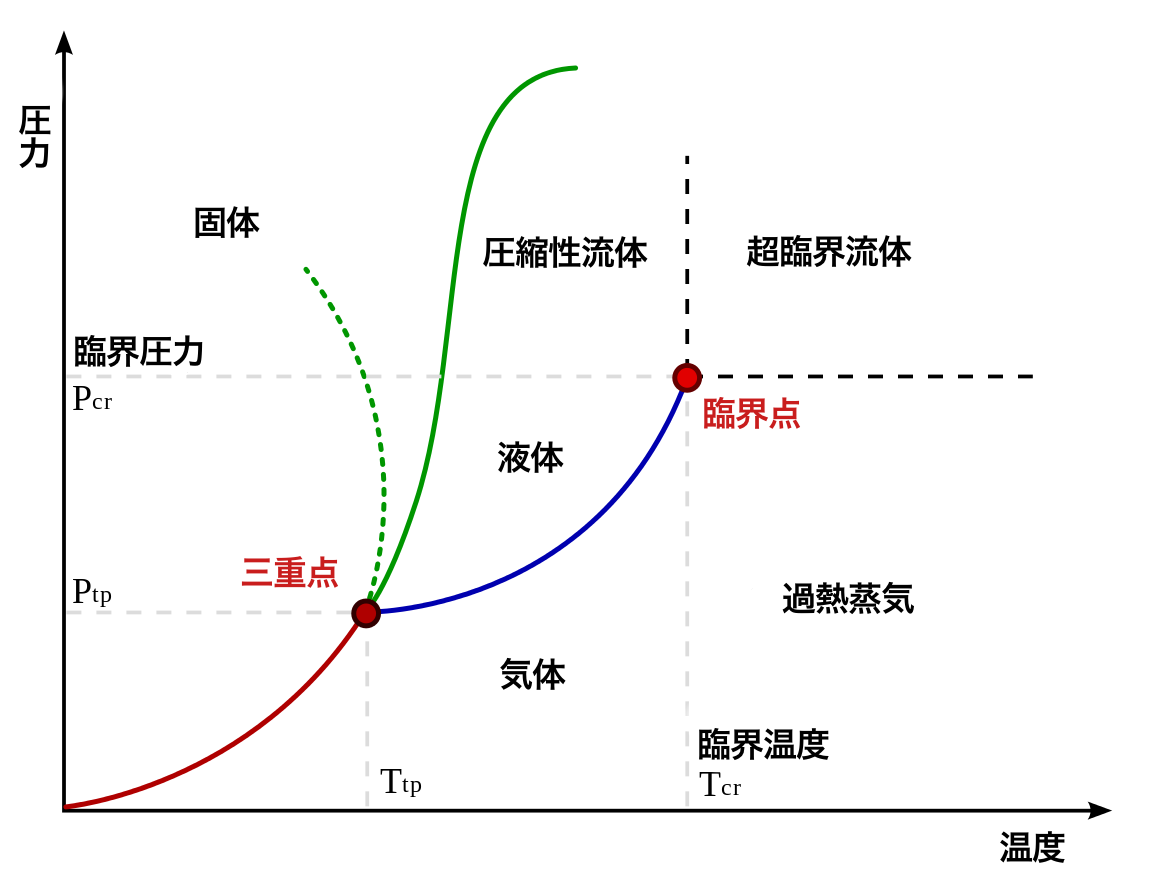
代表的な相図。

超臨界水とは超臨界状態の水である。ここでは亜臨界水についても記述する。

## 概要
超臨界水は密度は室温の液体水（1g/cm3）の0.03～0.4倍程度であり、100℃、0.1MPaの水蒸気に比べて数十～数百倍大きい。粘性率は気体並みに低く、自己拡散係数は液体と気体の中間程度で、臨界水と亜臨界水1は気体分子と同程度の大きな運動エネルギーを持ち、液体の1/10程度の密度を持つ活動的な流体といえる。150～350℃、0.5～25MPaの亜臨界水2は大きな加水分解力を持つ高温高圧の液体水であり、亜臨界水や超臨界水は温度、圧力を制御することにより密度や溶解度等のマクロな物性から、流体分子の溶媒和構造等のミクロな物性・構造まで連続かつ大幅に制御が可能。亜臨界・超臨界水は誘電率やイオン積という反応場に大きな影響を与える要素の制御が容易で単一溶媒であり、尚且つ水溶性から非水溶性の特性を示し、イオン反応場からラジカル反応場までを提供することができる。
超臨界水は強力な酸化力で腐食しにくいといわれている貴金属までもが腐食する。常温、常圧下で安定な物質であるセルロースやダイオキシン、PCBも超臨界水中では分解可能である。酸化力が極めて高いがゆえに使いづらいケースも多く、その場合は亜臨界水を用いる。
以上のように、超臨界流体を使用したプロセスは従来の重金属や強酸などの触媒を使ったプロセス、あるいは可燃性・毒性のある溶媒をこのプロセスに置き換えることで、環境に対する影響を低減させる特徴を持つ。また、ダイオキシンに代表される有害物質の分解にも使用可能である。そのため、グリーンサスティナブルケミストリーの視点から注目を集めている。ただし、高温高圧の条件が必須であるため、装置は高圧ガス保安法の適用を受ける場合が多い。また、溶解性や反応性が高いため、容器やシールの材質にも配慮が必要である。以上の理由から、超臨界流体関係装置の容積は必ずしも大きくない。
第二世代バイオ燃料の製造工程でセルロースを加水分解するために超臨界水の使用が研究される。バイオマスを亜臨界水・超臨界水を用いて資源化する開発・実用化は、日本が最も進んでいる。実用化技術として、三菱化工機㈱は、下水汚泥を1.6MPa～2.9MPa、200℃～230℃の亜臨界水で処理し、固形燃料やバイオガスを生成するための連続処理設備の販売を開始した。
火力発電では、作動流体である水蒸気の圧力及び温度は、高ければ高いほど発電所一基当たりの熱効率が高くなる。このため、ボイラーに貫流ボイラーを使用し、発生する蒸気の圧力・温度を水の臨界点以上に高めた超臨界流体が使われている。そのような発電技術を超臨界圧（Super Critical: SC）、又は超超臨界圧（Ultra Super Critical: USC）と呼び、2013年における最新式の石炭火力発電プラントで実用化されている。

## 比較
| 溶媒       | 分子量g/mol | 臨界温度K | 臨界圧力MPa (atm) | 密度g/cm3 |
| ---------- | ----------- | --------- | ----------------- | --------- |
| 二酸化炭素 | 44.01       | 304.1     | 7.38 (72.8)       | 0.469     |
| 水         | 18.02       | 647.3     | 22.12 (218.3)     | 0.348     |
| メタン     | 16.04       | 190.4     | 4.60 (45.4)       | 0.162     |
| エタン     | 30.07       | 305.3     | 4.87 (48.1)       | 0.203     |
| プロパン   | 44.09       | 369.8     | 4.25 (41.9)       | 0.217     |
| エチレン   | 28.05       | 282.4     | 5.04 (49.7)       | 0.215     |
| プロピレン | 42.08       | 364.9     | 4.60 (45.4)       | 0.232     |
| メタノール | 32.04       | 512.6     | 8.09 (79.8)       | 0.272     |
| エタノール | 46.07       | 513.9     | 6.14 (60.6)       | 0.276     |
| アセトン   | 58.08       | 508.1     | 4.70 (46.4)       | 0.278     |